# World Seniors Darts Masters
De World Seniors Darts Masters is een van de hoofdtoernooien van dartsbond World Seniors Darts Tour, waarbij enkel spelers met een leeftijd van vijftig jaar of meer zijn aangesloten. De eerste editie vond plaats in mei 2022.

## Opzet
Net zoals bij de World Masters van de British Darts Organisation wordt het set-format gebruikt. Elke set bestaat ditmaal echter uit twee te winnen legs in plaats van drie. De voorrondes tot en met de kwartfinales zijn best of  7 sets (eerste tot vier sets), de halve finales zijn best of 9 sets (eerste tot vijf sets) en de finale is best of 11 sets (eerste tot zes sets). 

## Finales
| Jaar | Winnaar (Gemiddelde in finale) | Scores (Sets) | Runner-up (Gemiddelde in finale) | Bron        | Aantal deelnemers | Locatie                        | Prijzengeld voor winnaar | Sponsor     |
| ---- | ------------------------------ | ------------- | -------------------------------- | ----------- | ----------------- | ------------------------------ | ------------------------ | ----------- |
| 2022 | David Cameron (86.04)          | 6 - 3         | Phil Taylor (84.41)              | [ 2 ]       | 20                | Lakeside, Frimley Green        | £10.000,-                | Jenningsbet |
| 2023 | Leonard Gates (90.40)          | 6 - 2         | Richie Howson (88.29)            | [ 3 ]       | 16                | Westlands, Yeovil              | £10.000,-                | Jenningsbet |
| 2024 | John Henderson (89.41)         | 6 - 5         | Robert Thornton (88.92)          | [ 4 ] [ 5 ] | 16                | Nissan S&L Complex, Sunderland | £10.000,-                | BetGoodwin  |

## Finalisten
| Speler          | Gewonnen | Runner-up | Gespeelde finales |
| --------------- | -------- | --------- | ----------------- |
| David Cameron   | 1        | 0         | 1                 |
| Leonard Gates   | 1        | 0         | 1                 |
| John Henderson  | 1        | 0         | 1                 |
| Richie Howson   | 0        | 1         | 1                 |
| Phil Taylor     | 0        | 1         | 1                 |
| Robert Thornton | 0        | 1         | 1                 |